# Peter Angerer
Peter Angerer (Siegsdorf, Alemanya Occidental, 1959) és un biatleta alemany, ja retirat, que destacà a la dècada del 1980.

## Biografia
Va néixer el 14 de juliol de 1959 a la ciutat de Siegsdorf, població situada a l'estat alemany de Baviera, que en aquells moments formava part de l'Alemanya Occidental i que avui en dia forma part d'Alemanya.

## Carrera esportiva
Va participar en els Jocs Olímpics d'Hivern de 1980 realitzats a Lake Placid (Estats Units), on aconseguí guanyar la medalla de bronze en la prova de relleus 4x7.5 quilòmetres a més de finalitzar vuitè en la prova dels 10 km. esprint i vint-i-setè en els 20 quilòmetres. Als Jocs Olímpics d'Hivern de 1984 realitzats a Sarajevo (Iugoslàvia) aconseguí guanyar tres medalles olímpiques: la medalla d'or en els 20 km, la medalla de plata en els 10 km. esprint i la medalla de bronze en els relleus 4x7.5 quilòmetres. Finalment en els Jocs Olímpics d'Hivern de 1988 realitzats a Calgary (Canadà) finalitzà desè en les proves de 10 km. esprint i 20 km, i guanyà la medalla de plata en la prova de relleus 4x7.5 quilòmetres.
Al llarg de la seva carrera aconseguí guanyar cinc medalles en el Campionat del món de biatló, destacant les medalles de plata aconseguides en els relleus 4x7.5 km. (1981) i en els 10 km. esprint (1983). En el Campionat del Món de 1986 finalitzà segon en els 10 km. esprint i tercer en la prova de relleus, si bé fou desposseït dels seus títols en donar positiu en un test antidopatge.